# Орден «Трудовая слава» (Казахстан)
Орден «Трудовая слава» (каз. Еңбек Даңқы) — государственная награда Республики Казахстан за трудовые достижения.

## История
В апреле 2014 года депутаты Мажилиса от фракции «Ак жол» предложили возродить звание «Ветеран труда» (Еңбек ардагері) — для граждан, добросовестно проработавших 40 и более лет в государственном, частном или общественном секторах экономики и социальной сферы, с вручением соответствующего нагрудного знака — медали. Уже в мае 2014 года от правительства был получен ответ, что планируется учредить орден «Труд» (Еңбек) и медаль «Ветеран труда» (Еңбек ардагері). 
Почётное звание «Ветеран труда» (Еңбек ардагері) с вручением соответствующей медали было введено Постановлением Правительства Республики Казахстан от 31 июля 2014 года за № 855.
Идею об учреждении ордена Трудовой славы трёх степеней президент Казахстана Нурсултан Назарбаев озвучил в ходе общенационального телемоста «Новая индустриализация Казахстана: результаты 2014 года и первой пятилетки» в декабре 2014 года.
17 марта 2015 года главой государства был подписан Закон Республики Казахстан «О внесении изменений и дополнений в некоторые законодательные акты Республики Казахстан по вопросам оптимизации и автоматизации государственных услуг в социально-трудовой сфере», которым предусматривается учреждение новой государственной награды — ордена «Еңбек Даңқы» (Трудовая Слава).
9 ноября 2020 года главой государства был подписан Закон Республики Казахстан «О внесении изменений и дополнений в некоторые законодательные акты Республики Казахстан по вопросам энергетики, транспорта и государственных наград», в котором был расширен перечень лиц награждаемых орденом "Еңбек Даңқы".

## Положение
Орденом «Еңбек Даңқы» награждаются рабочие и труженики промышленности, транспорта, строительства, сельского хозяйства, образования, здравоохранения, социального обеспечения и других отраслей за плодотворный долголетний труд на предприятиях, в учреждениях, организациях, а также за наивысшие показатели в производстве, способствующие росту производительности труда и улучшению качества продукции, повышению конкурентоспособности национальной экономики.
Кавалеры ордена «Еңбек Даңқы» трёх степеней приравниваются по статусу к лицам, удостоенным звания «Герой Труда Казахстана».

## Степени
Орден «Еңбек Даңқы» состоит из трех степеней:
- «Еңбек Даңқы» I степени;
- «Еңбек Даңқы» II степени;
- «Еңбек Даңқы» III степени.

Высшей степенью ордена является I степень. Награждение производится последовательно: III степенью, II степенью и I степенью.

## Описание

### 1 степень
Знак ордена «Еңбек Даңқы» I степени представляет правильную пятиконечную стилизованную звезду. Окантовка лучей звезды оформлена фигурным выступающим бортиком. Центры лучей звезды покрыты прозрачной рубиновой эмалью, под которой просвечивает ромбический рифленый узор. Между лучами звезды расположены лепестки с национальным орнаментом в форме трилистника.
В центре пятиконечной звезды расположена накладка в виде круглого щита диаметром 14 мм. В центре щита на фоне прозрачной рубиновой эмали расположена надпись — «Еңбек Даңқы». Низ щита охватывает лента, покрытая голубой эмалью, и геральдический щит. На геральдическом щите на фоне прозрачной рубиновой эмали расположена римская цифра «I» — обозначение степени ордена.
Диаметр знака ордена 45 мм, изготовлен из серебра с позолотой.
Знак ордена при помощи ушка и двух цепочек соединяется с колодкой прямоугольной формы. Высота колодки 22 мм, ширина 37 мм с двумя кольцами для крепления знака. Поле колодки залито голубой эмалью с двумя красными диагональными полосами.
С обратной стороны колодки установлена булавка с визорным замком, с помощью которой изделие крепится к одежде.
Все изображения и надписи на изделии выступающие, блестящие.
На обратной стороне звезды гравируется порядковый номер.

### 2 степень
Знак ордена «Еңбек Даңқы» II степени представляет правильную пятиконечную стилизованную звезду. Между лучами звезды расположены лепестки с национальным орнаментом в форме трилистника золотого цвета. В центре пятиконечной звезды расположена накладка золотого цвета в виде круглого щита диаметром 14 мм. В центре щита на фоне прозрачной рубиновой эмали расположена надпись — «Еңбек Даңқы». Низ щита охватывает лента, покрытая голубой эмалью, и геральдический щит. На геральдическом щите на фоне прозрачной рубиновой эмали расположена римская цифра «II» — обозначение степени ордена.
Диаметр знака ордена 45 мм, изготовлен из серебра с частичным золочением.
Знак ордена при помощи ушка и двух цепочек соединен с колодкой прямоугольной формы. Высота колодки 22 мм, ширина 37 мм с двумя кольцами для крепления знака. Поле колодки залито голубой эмалью с четырьмя красными диагональными полосами.
С обратной стороны колодки установлена булавка с визорным замком, с помощью которой изделие крепится к одежде.
Все изображения и надписи на изделии выступающие, блестящие.
На обратной стороне звезды гравируется порядковый номер.

### 3 степень
Знак ордена «Еңбек Даңқы» III степени представляет правильную пятиконечную стилизованную звезду. В центре пятиконечной звезды расположена накладка в виде круглого щита диаметром 14 мм. В центре щита на фоне прозрачной рубиновой эмали расположена надпись — «Еңбек Даңқы». Низ щита охватывает лента, покрытая голубой эмалью, и геральдический щит. На геральдическом щите на фоне прозрачной рубиновой эмали расположена римская цифра «III» — обозначение степени ордена.
Диаметр знака ордена 45 мм, изготовлен из серебра.
Знак при помощи ушка и двух цепочек соединен с колодкой прямоугольной формы. Высота колодки 22 мм, ширина 37 мм с двумя кольцами для крепления знака. Поле колодки залито голубой эмалью с шестью красными диагональными полосами.
С обратной стороны колодки установлена булавка с визорным замком, с помощью которой изделие крепится к одежде.
Все изображения и надписи на изделии выступающие, блестящие.
На обратной стороне звезды гравируется порядковый номер.